# Топуридзе, Валентин Багратович
Валенти́н Багра́тович Топури́дзе (груз. ვალენტინ თოფურიძე; 31 декабря 1907  [13 января 1908] или 13 января 1908, Тифлис — 17 февраля 1980 или 13 ноября 1986, Тбилиси) — советский грузинский скульптор-монументалист. Брат архитектора К. Т. Топуридзе, автора знаменитых фонтанов ВСХВ. Действительный член АХ СССР (1970). Член ВКП(б) с 1945 года. Народный художник Грузинской ССР (1958).

## Биография
В 1931 году окончил Тбилисскую академию художеств. Учился у Я. Николадзе, Н. Канделаки, Е. Лансере. Занимался преподавательской деятельностью (профессор с 1955 года).

## Работы
- Скульптурное оформление павильона Грузинской ССР на ВСХВ (1938—1939). Утрачено.
- Статуя «Победы» на крыше театра в Чиатуре (1945—1950)[4].
- Памятник Ленину на площади Победы в Калининграде (1958)[4].
- Проект монумента защитникам Варшавы для международного конкурса (совместно с братом, 1958)[5].
- Памятник В. И. Ленину на Павловской улице в Москве (совместно с братом).

## Память
- В тбилисском кинотеатре «Руставели» стоит скульптура Валентину Топуридзе[6].

## Награды и премии
- Народный художник Грузинской ССР (1958).
- Сталинская премия второй степени (1950) — за памятник И. В. Сталину в Сталинграде и статую А. Р. Церетели в Чиатуре.
- Орден «Знак Почёта» (24.02.1941).